# Callulina
Callulina är ett släkte av groddjur. Callulina ingår i familjen Brevicipitidae.
Släktets arter förekommer i bergstrakter i nordöstra Tanzania (bland annat Usambarabergen) och i sydöstra Kenya.
Arter enligt Catalogue of Life:
- Callulina kisiwamsitu
- Callulina kreffti

Verket Amphibian Species of the World, an Online Reference listar dessutom:
- Callulina dawida
- Callulina hanseni
- Callulina kanga
- Callulina laphami
- Callulina meteora
- Callulina shengena
- Callulina stanleyi